# Clubiona pterogona
Clubiona pterogona là một loài nhện trong họ Clubionidae.
Loài này thuộc chi Clubiona. Clubiona pterogona được miêu tả năm 2003 bởi Yang, Da-xiang Song & Zhu.